# President
President (en femení: presidenta) és un títol que prenen líders d'organitzacions molt diverses, empreses i estats.
Originalment, el terme es referia a qui presidia una cerimònia o assemblea. Avui en dia es refereix habitualment a una persona amb poders executius.
Etimològicament, un president és qui seu com a líder (del llatí prae, "abans", i sedere, "seure").

## Presidents dels països democràtics
En política, el terme "president" sovint s'utilitza per referir-se a un individu que representa, o presideix el poder executiu d'una nació. Les seves funcions, i la manera en la qual és elegit, però, difereixen d'acord amb el sistema d'organització política de cada estat.

### Sistemes presidencialistes
Als estats amb sistemes presidencialistes de govern, el president és alhora cap d'estat i cap de govern. Alguns exemples en són: els Estats Units i la majoria dels estats de Llatinoamèrica. El càrrec de president és independent de la branca legislativa; és a dir, és elegit de manera separada, i no pot ser destituït del seu càrrec per cap moció del parlament, llevat que es comprovi que ha comès un crim.

### Sistemes parlamentaris
Als sistemes parlamentaris i republicans, el president és el cap d'estat, i el primer ministre és el cap de govern. El president té només autoritat executiva i representativa; és a dir, que el govern exercit pel primer ministre es fa en nom del president. Però, el president té responsabilitats i funcions molt limitades o cerimonials i les seves funcions són similars a les funcions d'un monarca dels sistemes parlamentaris monàrquics. A alguns estats amb sistemes parlamentaris, com ara Espanya, el terme president s'utilitza per referir-se al cap de govern, encara que les seves funcions siguin semblants a les funcions d'un primer ministre dels sistemes parlamentaris. A altres països, com ara Catalunya, el terme "president" s'utilitza per designar la més alta representació del poder executiu de la Generalitat.

### Sistemes semipresidencialistes
Als sistemes semipresidencialistes (o sistemes francesos), existeix un president i un primer ministre, però, a diferència dels sistemes parlamentaris purs, el president té funcions i poders amplis. Encara que el primer ministre és designat pel president, el president ha d'obeir les regles parlamentàries, i seleccionar al líder del partit o coalició de partits majoritària del cos legislatiu. Aquest sistema s'utilitza a França, Rússia, Sri Lanka i altres estats que han emulat el sistema francès.

## Presidència col·lectiva
Un nombre petit de repúbliques modernes no tenen un cap d'estat. Alguns exemples en són:
- Suïssa, en què la capitania d'estat recau sobre el Consell Federal Suís de set ministres, encara que el sistema inclogui un president de la confederació. El president és un membre del Consell Federal electe per l'Assemblea Federal per un període d'un any; un càrrec simplement primus inter pares. No obstant això, en els afers estrangers, el president de torn és considerat el cap d'estat.
- Bòsnia i Hercegovina, en què la presidència és conformada per tres membres, cada un dels quals és elegit per cadascuna de les nacions que constitueixen l'estat. La posició de "President de la Presidència" és rotativa, entre els tres membres.
- San Marino, en què només existeixen dos capitains regent (capitans regents) electes pel Gran Consell General.

Històricament, diversos països han optat per un "triumvirat", sovint en períodes de transició política.

## Informació específica

### Europa
- President de la Generalitat Valenciana
- President de la Generalitat de Catalunya
- President d'Espanya
- President de la República Francesa
- Presidents d'Itàlia

### Amèrica
- President dels Estats Units
- President de Mèxic
- President del Brasil
- Presidents de l'Equador
- President d'El Salvador
- President de Colòmbia